# Culciu
Culciu (Nagykolcs en hongrois) est une commune roumaine du județ de Satu Mare, dans la région historique de Transylvanie et dans la région de développement du Nord-ouest.

## Géographie
La commune de Culciu est située dans l'est du județ, dans la vallée de la Someș, sur la rive gauche de la rivière, à 12 km à l'est de Satu Mare, le chef-lieu du județ.
La municipalité est composée des six villages suivants (population en 2002) :
- Apateu (329) ;
- Cărășeu (1 161) ;
- Corod (483) ;
- Culciu Mare (775), siège de la commune ;
- Culciu Mic (692) ;
- Lipău (573).

## Histoire
La première mention écrite du village de Culciu date de 1267. Cărășeu apparaît en 1300, Corod en 1344, Lipău en 1409 et Apateu dans le courant du XVe siècle.
La commune, qui appartenait au royaume de Hongrie, faisait partie de la principauté de Transylvanie et elle en a donc suivi l'histoire.
Après le compromis de 1867 entre Autrichiens et Hongrois de l'empire d'Autriche, la principauté de Transylvanie disparaît et, en 1876, le royaume de Hongrie est partagé en comitats. Culciu intègre le comitat de Szatmár (Szatmár vármegye).
À la fin de la Première Guerre mondiale, l'Empire austro-hongrois disparaît et la commune rejoint la Grande Roumanie au traité de Trianon.
En 1940, à la suite du deuxième arbitrage de Vienne, elle est annexée par la Hongrie jusqu'en 1944, période durant laquelle sa communauté juive a été exterminée par les nazis. Elle réintègre la Roumanie après la Seconde Guerre mondiale au traité de Paris en 1947.

## Politique
Le conseil municipal de Culciu compte 13 sièges de conseillers municipaux. À l'issue des élections municipales de juin 2008, Alexandru Domokos (UDMR) a été élu maire de la commune.
| Parti                                      | Nombre de conseillers |
| ------------------------------------------ | --------------------- |
| Union démocrate magyare de Roumanie (UDMR) | 7                     |
| Parti national libéral (PNL)               | 2                     |
| Parti démocrate-libéral (PD-L)             | 2                     |
| Parti social-démocrate (PSD)               | 2                     |

## Religions
En 2002, la composition religieuse de la commune était la suivante :
- Réformés, 46,22 % ;
- Chrétiens orthodoxes, 43,18 % ;
- Grecs-Catholiques, 4,75 % ;
- Catholiques romains, 2,44 %.

## Démographie
En 1910, à l'époque austro-hongroise, la commune comptait 2 871 Hongrois (60,81 %) et 1 811 Roumains (38,36 %).
En 1930, on dénombrait 2 495 Roumains (49,28 %), 2 320 Hongrois (45,82 %), 191 Juifs (3,77 %) et 43 Tsiganes (0,85 %).
En 1956, après la Seconde Guerre mondiale, 2 823 Roumains (50,59 %) côtoyaient 2 711 Hongrois (48,58 %), 7 rescapés juifs (0,13 %) et 8 Tsiganes (0,14 %).
En 2002, la commune comptait 1 998 Hongrois (49,78 %), 1 896 Roumains (47,24 %) et 108 Tsiganes (2,69 %). On comptait à cette date 1 460 ménages.
| 1880  | 1890  | 1900  | 1910  | 1920  | 1930  | 1941  | 1956  | 1966  |
| ----- | ----- | ----- | ----- | ----- | ----- | ----- | ----- | ----- |
| 4 215 | 4 464 | 4 867 | 4 721 | 4 598 | 5 063 | 5 095 | 5 580 | 5 494 |

| 1977  | 1992  | 2002  | 2007  | - | - | - | - | - |
| ----- | ----- | ----- | ----- | - | - | - | - | - |
| 5 407 | 4 103 | 4 013 | 3 962 | - | - | - | - | - |

## Économie
L'économie de la commune repose sur l'agriculture (céréales, betteraves à sucre) et l'exploitation des graviers.

## Communications

### Routes
Culciu est située sur la route régionale DJ193 qui unit Satu Mare à l'ouest avec Valea Vinului et le județ de Maramureș à l'est.

## Lieux et monuments
- Culciu Mare, manoir Boszormeni[8].
- Culciu Mare, église réformée datant de 1906[8].
- Culciu Mare, église orthodoxe datant de 1894[8].
- Lipău, église orthodoxe de 1836[9], classée monument historique[10].
- Cărășeu, église orthodoxe des Sts Archanges datant de 1895[11] classée monument historique[10].